# Karl Palmberg
Karl Johan Palmberg, född 1 december 1842 i Skede socken i Jönköpings län, död 19 maj 1920 i Taberg i Månsarps församling i Jönköpings län, var en svensk präst och frikyrkoledare.
Karl Palmberg var son till lantbrukaren Anders Svensson. Han genomgick efter några år som snickarlärling läroverket i Eksjö 1861–1864 samt fortsatte vid Fjellstedtska skolan i Uppsala och vid Stockholms lyceum, där han avlade mogenhetsexamen 1868. Under denna tid kom han i kontakt med flera ledande religiösa personligheter, bland andra Peter Wieselgren, Peter Fjellstedt, Carl Olof Rosenius och G E Beskow, som alla tillhörde den lågkyrkliga rörelsen. Efter teoretisk teologisk examen 1869 och praktisk teologisk examen 1870, båda vid Uppsala universitet avstod han att prästviga sig och blev istället reseombud för Evangeliska Fosterlandsstiftelsen och lärare vid deras kolportörskola i Johannesberg i Brännkyrka socken utanför Stockholm. Av hälsoskäl fick han efter några år avsluta tjänsten och vistades då under en längre tid hos Valdenserna i Italien. Efter hemkomsten till Sverige valde han att hösten 1874 prästvigas för Växjö stift av biskop Henrik Gustaf Hultman. I samtal med biskopen inför vigningen framförde han sitt önskemål att även fortsättningsvis få predika i missionshus och att i samband med söndagens gudstjänst få sjunga några av väckelserörelsens sånger med gudstjänstbesökarna, ett önskemål som accepterades. 
Efter missiv till olika församlingar i stiftet; Hagshult, Sandseryd, Skirö, Nävelsjö, Norra Sandsjö och Malmbäck, blev Palmberg 1883 komminister i Månsarps församling, en tjänst som han behöll till sin död. Under hela sitt liv intog Palmberg en dubbelställning som statskyrklig och frikyrklig, en roll han delade med flera andra präster i stiftet. Sommartid var Palmberg oftast tjänstledig och medverkade då ofta som talare vid stora frikyrkliga friluftsgudstjänster, exempelvis i Vanneberga, Hörle, Arvika och Örebro, ofta med tusentals lyssnare. Under övriga tider på året medverkade han flitigt som predikant i kyrkor och missionshus över stora delar av landet, ofta som talare när ett missionshus skulle invigas. År 1886 valdes han till ordförande för Jönköpings Missionsförening där han som förkunnare, konferensledare och predikantutbildare gjorde sin främsta insats. Han ansvarade även för organisationens internationella kontakter, bland annat med Valdenserna i Italien och Fritz Fliedners mission i Spanien. Då han inte lyckades med sin önskan att ansluta Jönköpings missionsförening som en distriktsorganisation till Svenska Missionsförbundet avgick Palmberg som ordförande 1911. Han anslöt sig till Svenska Missionsförbundet och var verksam som styrelsemedlem där från 1913.
Liksom sin företrädare i Jönköpings Missionsförening, Thor Hartwig Odencrants, var Palmberg ordförande i tidningsförlaget Halls i Jönköping, som gav ut dagstidningen Jönköpings-Posten och veckotidningen Svenska Posten. Han var också engagerad inom den framväxande nykterhetsrörelsen, som ordförande för Jönköpings läns nykterhetsförbund. 
Palmberg utgav den av Christian Scriver inspirerade Pilgrims tillfälliga betraktelser (1880), Ur vårt lands martyrhistoria (1894) och postillan Ur livskällan (1-3, 1913–1919), samt var under många år medarbetare i tidningen Sanningsvittnet. Han påbörjade sina memoarer, som dock slutfördes av hans vänner 1923. Han företog 1874 och 1882 resor till Tyskland, Schweiz och Italien.
I Taberg lät Palmberg år 1885 som bostad uppföra villan "Alphyddan", senare kallad Palmbergsvillan. Använd som prästgård fram till 1950 och som församlingshem 1958–2017. I närheten finns även "Palmbergsvägen".